# Hannes Genze
Hannes Genze (ur. 16 listopada 1981) – niemiecki kolarz górski i przełajowy, mistrz Europy MTB.

## Kariera
Największy sukces w karierze Hannes Genze osiągnął w 2005 roku, kiedy podczas mistrzostw Europy MTB w Kluisbergen zdobył złoty medal w maratonie. W zawodach tych wyprzedził bezpośrednio dwóch reprezentantów Szwajcarii: Andreasa Kuglera oraz Sandro Spätha. W zawodach Pucharu Świata w kolarstwie górskim na podium stanął tylko raz - 1 października 2005 roku w St. Wendel był trzeci. W klasyfikacji końcowej sezonu 2005 zajął ostatecznie siedemnastą pozycję. Startuje także w zawodach przełajowych; był między innymi dziesiąty w kategorii juniorów podczas przełajowych mistrzostw świata w Popradzie w 1999 roku. Jest także kilkukrotnym medalistą mistrzostw Niemiec w kolarstwie przełajowym w różnych kategoriach wiekowych. Nie brał udziału w igrzyskach olimpijskich. 